# Шевцов Олексій Вікторович
Олексій Вікторович Шевцов (рос. Алексей Викторович Шевцов; нар. 29 січня 1979, Фергана, Узбецька РСР) — російський борець греко-римського стилю, бронзовий призер чемпіонату Європи, срібний призер чемпіонату світу серед студентів, володар та дворазовий бронзовий призер Кубків світу, учасник двох Олімпійських ігор. Заслужений майстер спорту з греко-римської боротьби. Заслужений тренер Росії.

## Життєпис
Боротьбою почав займатися з 1989 року під керівництвом Євгена Перемишлєва.
Виступав за Академію спортивних єдиноборств і борцівський клуб Московського міського фізкультурно-спортивного об'єднання, Москва. Тренер — Віктор Ігуменов (з 1996).
У 1998 році став чемпіоном Європи серед юніорів. Наступного року в цій же віковій групі став чемпіоном світу.
Чемпіон Росії (2001, 2004 — до 60 кг). Срібний (1998—2000 — до 54 кг) і бронзовий (2005, 2006 — до 60 кг) призер чемпіонатів Росії.
У збірній команді Росії з 1998 по 2006 рік.
У 2000 році на Олімпіаді в Сіднеї виграв одну сутичку і в одній зазнав поразки і не зміг вийти з групи до чвертьфіналу.
Через чотири роки на літніх Олімпійських іграх в Афінах дістався півфіналу, але програв сутичку за вихід у фінал кубинцю Роберто Монсону з рахунком 3 — 6. У поєдинку за бронзову нагороду у рівній боротьбі мінімально з рахунком 3 — 4 поступився Армену Назаряну, що представляв Болгарію.
Завершив спортивну кар'єру в 2006 році.
Випускник Російського державного університету фізичної культури, спорту, молоді та туризму (2000).
Доцент кафедри теорії і методики єдиноборств Російського державного університету фізичної культури, спорту, молоді та туризму.

## Спортивні результати на міжнародних змаганнях

### Виступи на Олімпіадах
| Змагання                    | Збірна | Вагова категорія                 | Місце |
| --------------------------- | ------ | -------------------------------- | ----- |
| Літні Олімпійські ігри 2000 | Росія  | греко-римська боротьба, до 54 кг | 12    |
| Літні Олімпійські ігри 2004 | Росія  | греко-римська боротьба, до 60 кг | 4     |

### Виступи на Чемпіонатах світу
| Змагання                        | Збірна | Вагова категорія                 | Місце |
| ------------------------------- | ------ | -------------------------------- | ----- |
| Чемпіонат світу з боротьби 2001 | Росія  | греко-римська боротьба, до 54 кг | 11    |
| Чемпіонат світу з боротьби 2005 | Росія  | греко-римська боротьба, до 60 кг | 21    |

### Виступи на Чемпіонатах Європи
| Змагання                         | Збірна | Вагова категорія                 | Місце  |
| -------------------------------- | ------ | -------------------------------- | ------ |
| Чемпіонат Європи з боротьби 2001 | Росія  | греко-римська боротьба, до 54 кг | 4      |
| Чемпіонат Європи з боротьби 2004 | Росія  | греко-римська боротьба, до 60 кг | 4      |
| Чемпіонат Європи з боротьби 2005 | Росія  | греко-римська боротьба, до 60 кг | Бронза |

### Виступи на Кубках світу
| Змагання                    | Збірна | Вагова категорія                 | Місце  |
| --------------------------- | ------ | -------------------------------- | ------ |
| Кубок світу з боротьби 2001 | Росія  | греко-римська боротьба, до 58 кг | Золото |
| Кубок світу з боротьби 2003 | Росія  | греко-римська боротьба, до 60 кг | Бронза |
| Кубок світу з боротьби 2005 | Росія  | греко-римська боротьба, до 60 кг | Бронза |

### Виступи на Чемпіонатах світу серед студентів
| Змагання                                        | Збірна | Вагова категорія                 | Місце  |
| ----------------------------------------------- | ------ | -------------------------------- | ------ |
| Чемпіонат світу з боротьби серед студентів 2000 | Росія  | греко-римська боротьба, до 58 кг | Срібло |

### Виступи на інших змаганнях
| Змагання                                                        | Збірна | Вагова категорія                 | Місце  |
| --------------------------------------------------------------- | ------ | -------------------------------- | ------ |
| Кубок Вантаа з боротьби 1997                                    | Росія  | греко-римська боротьба, до 54 кг | 4      |
| Кубок Вантаа з боротьби 1999                                    | Росія  | греко-римська боротьба, до 54 кг | Золото |
| Гран-прі Німеччини з боротьби 2003                              | Росія  | греко-римська боротьба, до 60 кг | Золото |
| Олімпійський кваліфікаційний турнір з боротьби 2004 (Новий Сад) | Росія  | греко-римська боротьба, до 60 кг | 4      |
| Гран-прі Німеччини з боротьби 2004                              | Росія  | греко-римська боротьба, до 60 кг | Золото |

### Виступи на змаганнях молодших вікових груп
| Змагання                                       | Збірна | Вагова категорія                 | Місце  |
| ---------------------------------------------- | ------ | -------------------------------- | ------ |
| Чемпіонат Європи з боротьби серед юніорів 1998 | Росія  | греко-римська боротьба, до 52 кг | Золото |
| Чемпіонат Європи з боротьби серед юніорів 1999 | Росія  | греко-римська боротьба, до 54 кг | 5      |
| Чемпіонат світу з боротьби серед юніорів 1999  | Росія  | греко-римська боротьба, до 54 кг | Золото |